# Scutellina

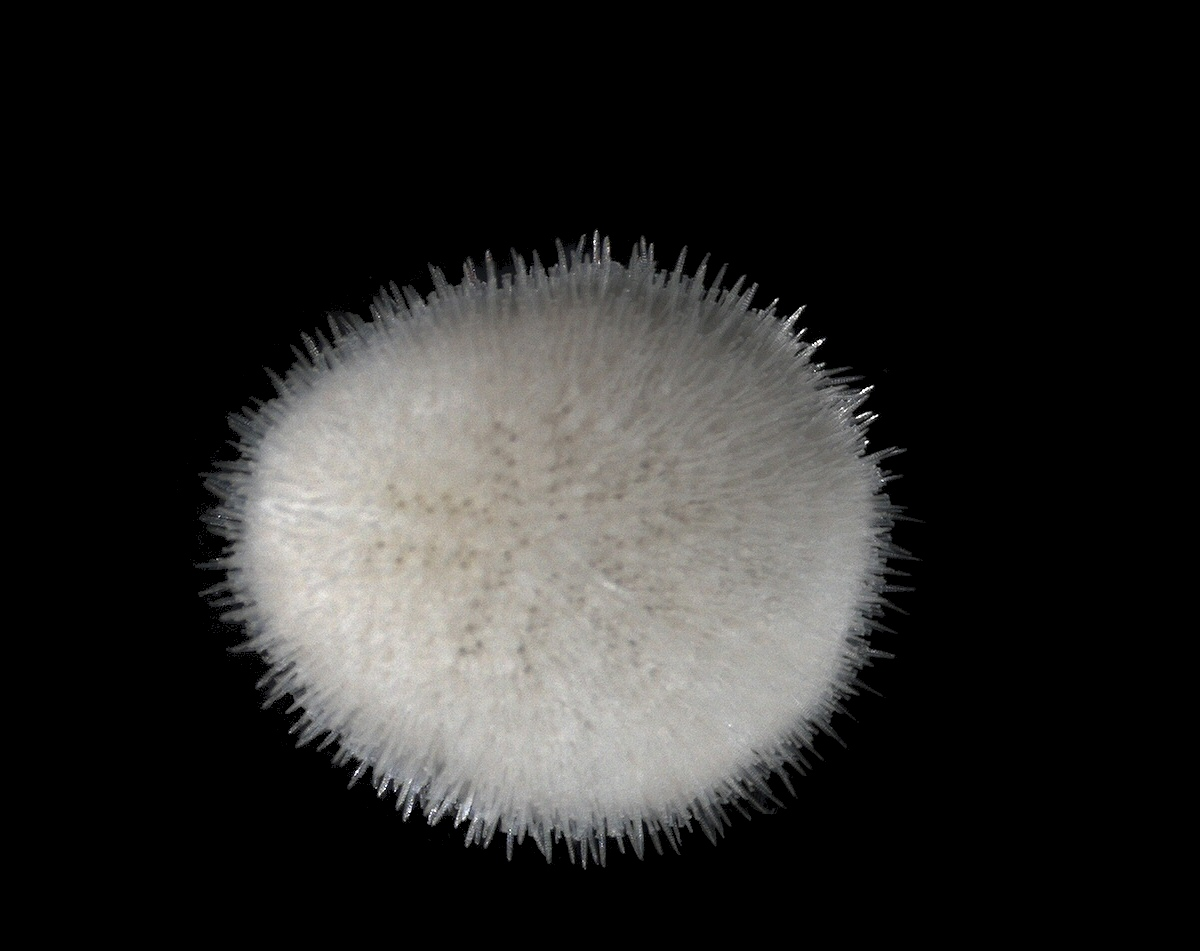
Echinocyamus pusillus

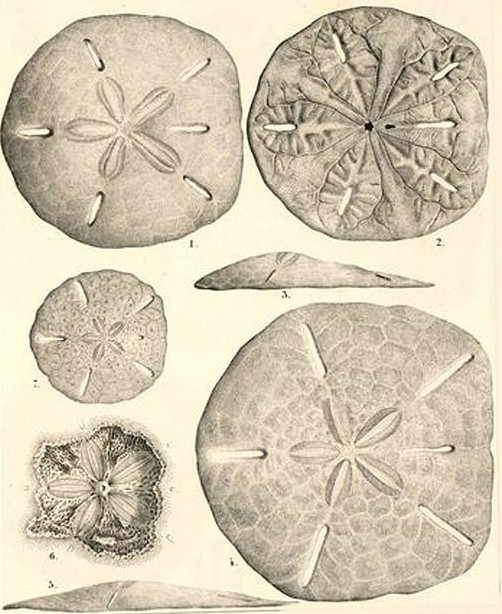
Leodia sexiesperforata por Louis Agassiz (1841).

Scutellina é uma subordem de equinodermes da ordem Clypeasteroida, que inclui as espécies conhecidas pelos nomes comuns de bolacha-da-praia e bolacha-do-mar.

## Descrição
A subordem Scutellina agrupa ouriços-do-mar com morfologia irregular, com corpos aplanados e disciformes, com bordos arredondados. A irregularidade das formas resulta da presença de indentações ou perfurações designadas por lúnulas (dada a sua forma aparentar uma meia-lua).
Os radíolos (espinhos) são muito reduzidos, formando um tapete fino com aspecto de pelos, cujo movimento coordenado permite a locomoção do animal através da areia.
A boca ocupa a posição central da face inferior do corpo, com a lanterna de Aristóteles (o aparelho matigador) modificado em forma de uma «moinho de areia» plano.
O ânus migrou para o bordo da testa, o que determina uma assimetria na forma radial do animal, conferindo-lhe assim uma traseira e o aparecimento de um eixo antero-posterior diferenciado e uma simetria axial bilateral, o que diferencia estre grupo dos ouriços-do-mar regulares com simetria radial.
O sistema apical é composto por uma grande placa central e por cinco minúsculas placas terminais, com quatro gonóporos. A face aboral (oposta à que contém a boca) está ornamentada por manchas petaloides que formam uma «flor» com 5 pétalas (não fechas distalmente), que resultam da presença das estuturas ambulacrais. O interior do corpo está compartimentado em dez cavidades.
O registo fóssil destes organismos conta com formas fósseis registadas desde o Eoceno médio, tendo sidoextremamente abundantes no Cretáceo e no Paleoceno, principalmente nas região do actual Mediterrâneo (do norte de África ao norte da Europa). Como estes organismos vivem enterrados no sedimento, quando morrem o seu corpo permanece frequentemente intacto, o que permite uma excelente preservação durante o processo de fossilização. Muitas espécies deste clade são fósseis frequentes em certos grés do sul do Mediterrâneo.

## Taxonomia
A base de dados taxonómicos ITIS (28 de Outbro de 2013) estruturava a subordem da seguinte forma:
- Família Astriclypeidae (Stefanini, 1912)
- Família Dendrasteridae (Lambert, 1900)
- Família Echinarachniidae (Lambert in Lambert & Thiéry, 1914)
- Família Mellitidae (Stefanini, 1912)

De acordo com o WRMS (28 de Outubro de 2013), o agrupamento taxonómico tinha a seguinte constituição:
- Infra-ordem Laganiformes (Desor, 1847)
  - Família Echinocyamidae (Lambert & Thiéry, 1914)
  - Família Fibulariidae (Gray, 1855)
  - Família Laganidae (Desor, 1858)
- Infra-ordem Scutelliformes (Haeckel, 1896)
  - Família Echinarachniidae (Lambert in Lambert & Thiéry, 1914)
  - Família Rotulidae (Gray, 1855)
  - super-família Scutellidea (Gray, 1825)
    - Família Astriclypeidae (Stefanini, 1912)
    - Família Dendrasteridae (Lambert, 1900)
    - Família Mellitidae (Stefanini, 1912)
    - Família Scutellidae (Gray, 1825)

  - Família Taiwanasteridae (Wang, 1984)

## Galeria

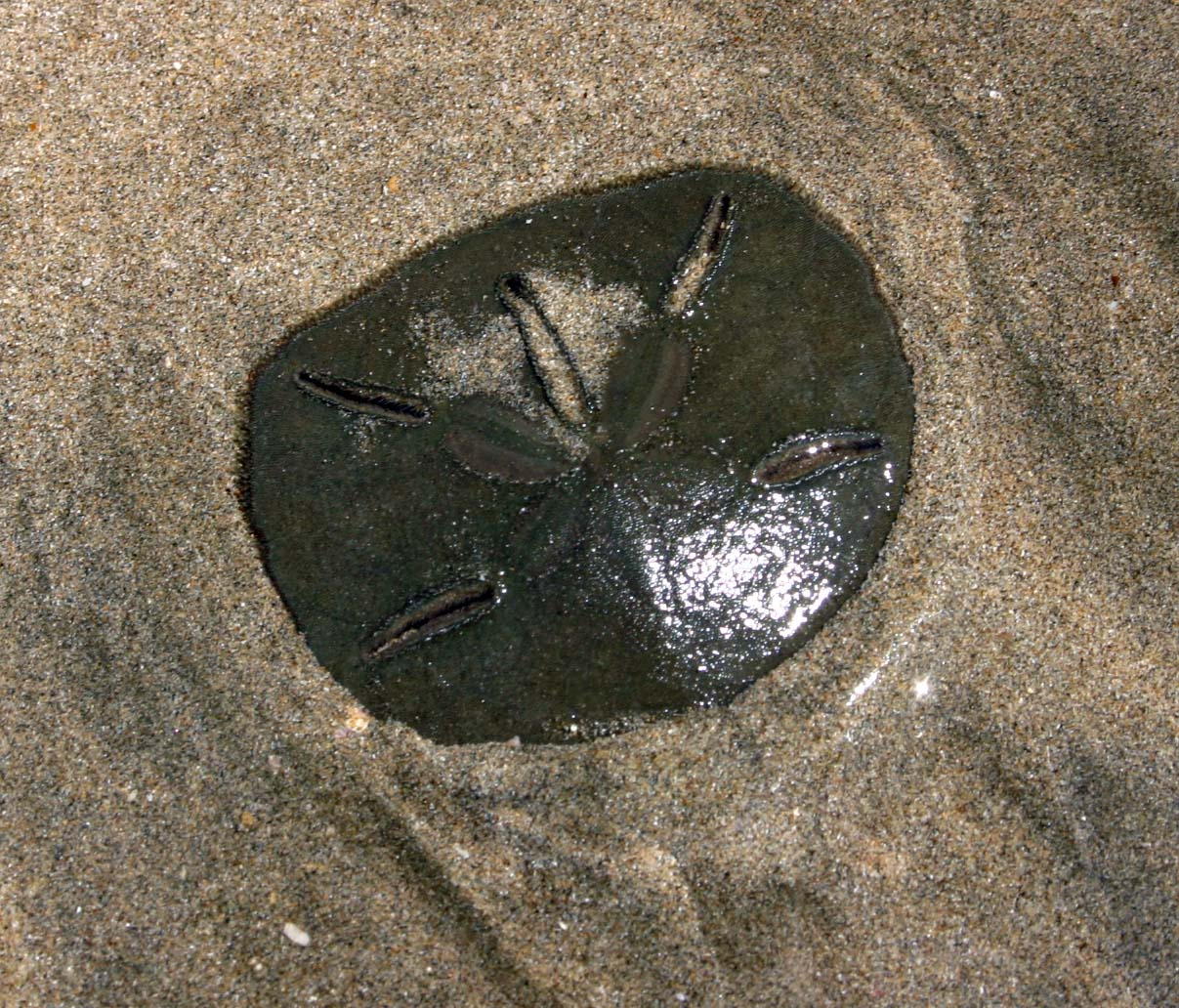
Testa de Mellita quinquiesperforata.
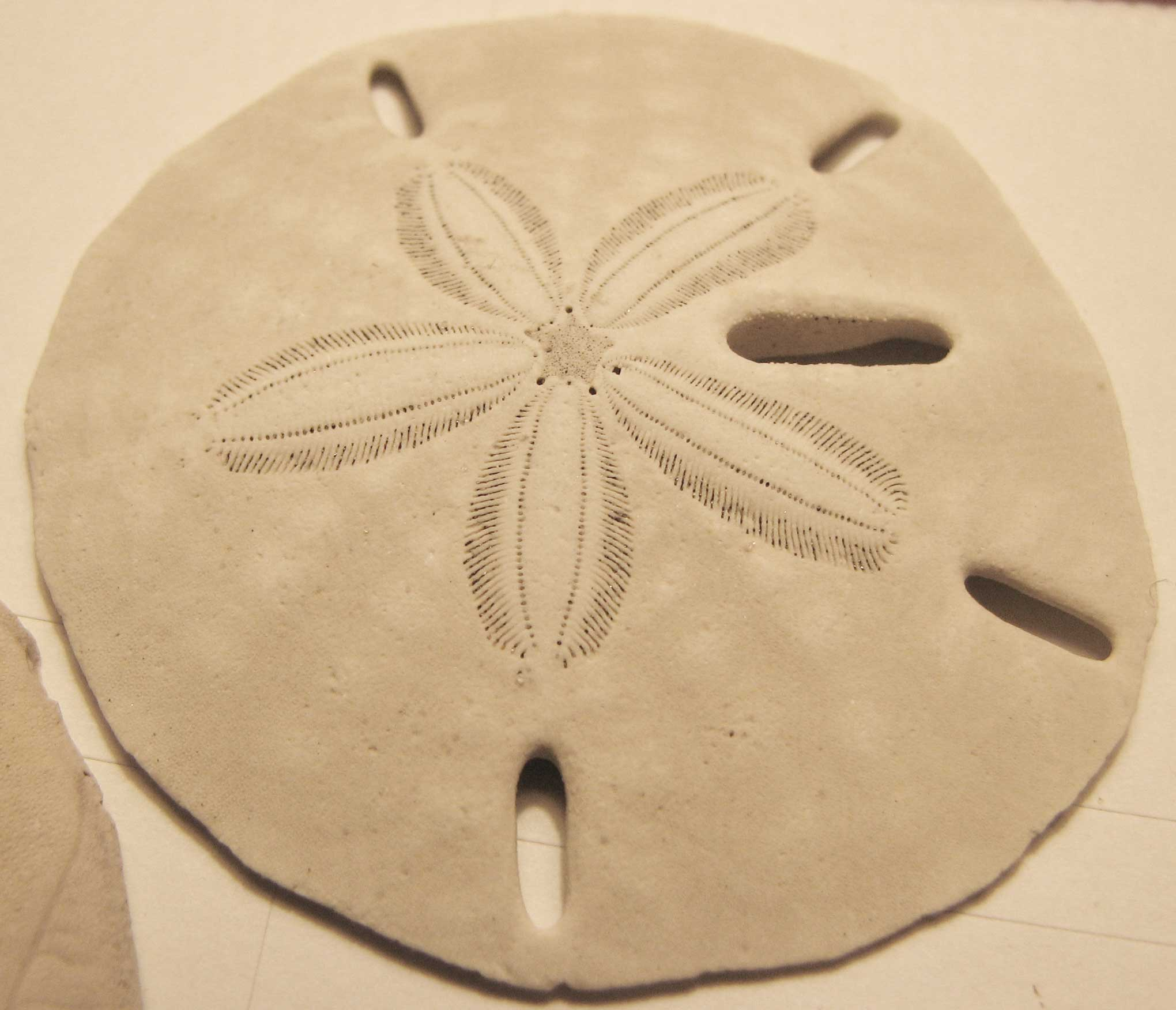
Testa de Mellita quinquiesperforata.
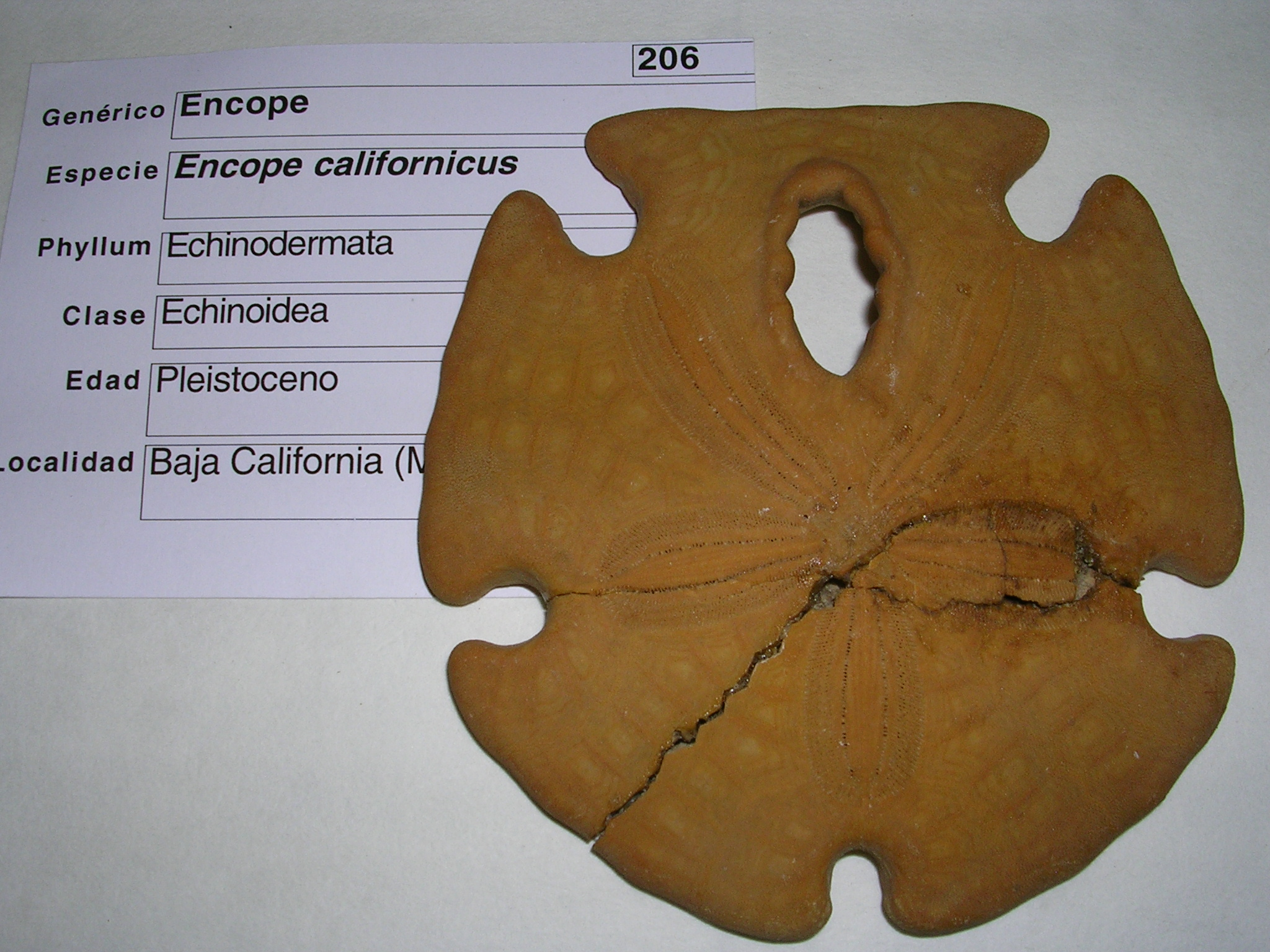
Fóssil de Encope californicus.
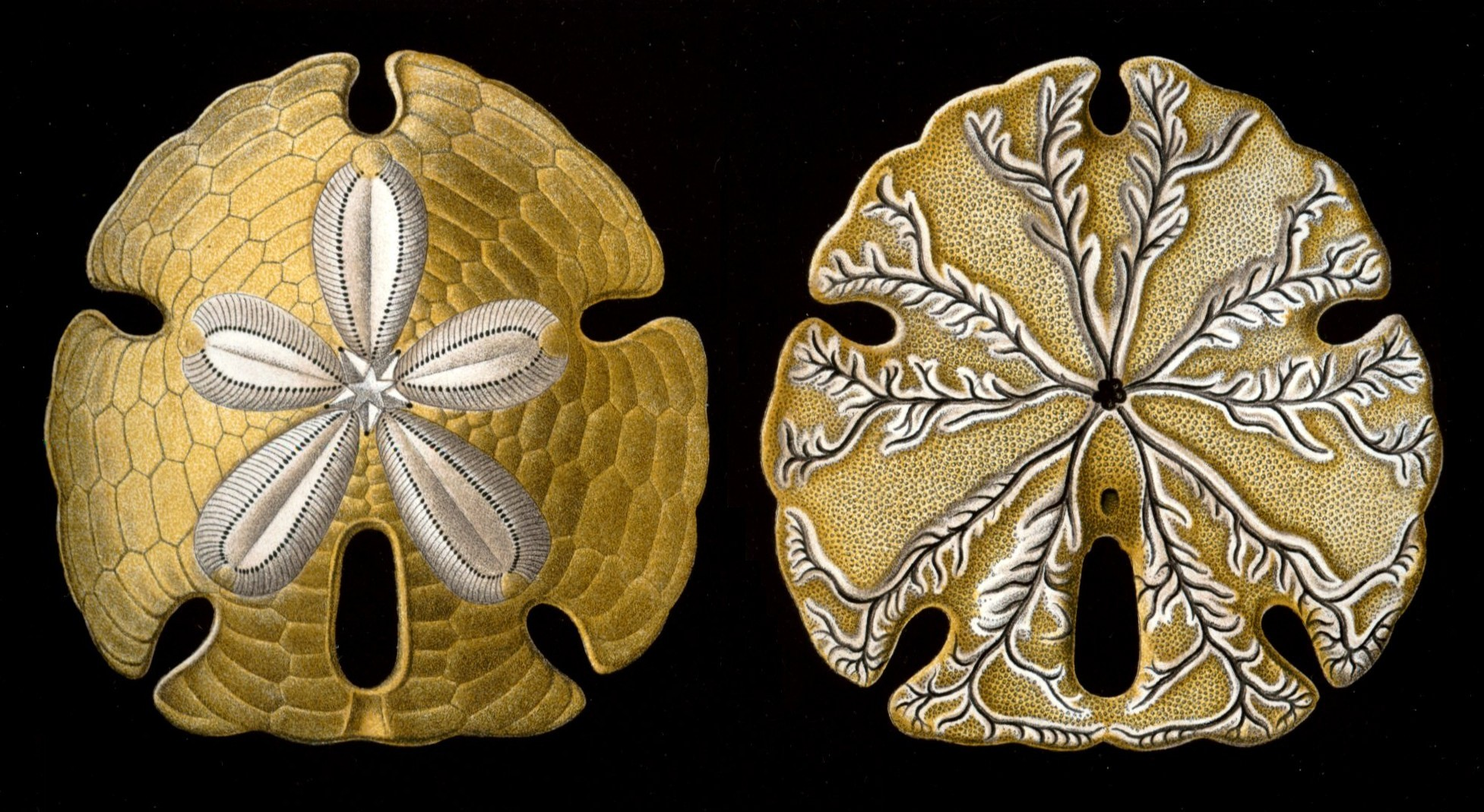
Encope emarginata desenhada por Ernst Haeckel (Formes artistiques de la nature, 1904).
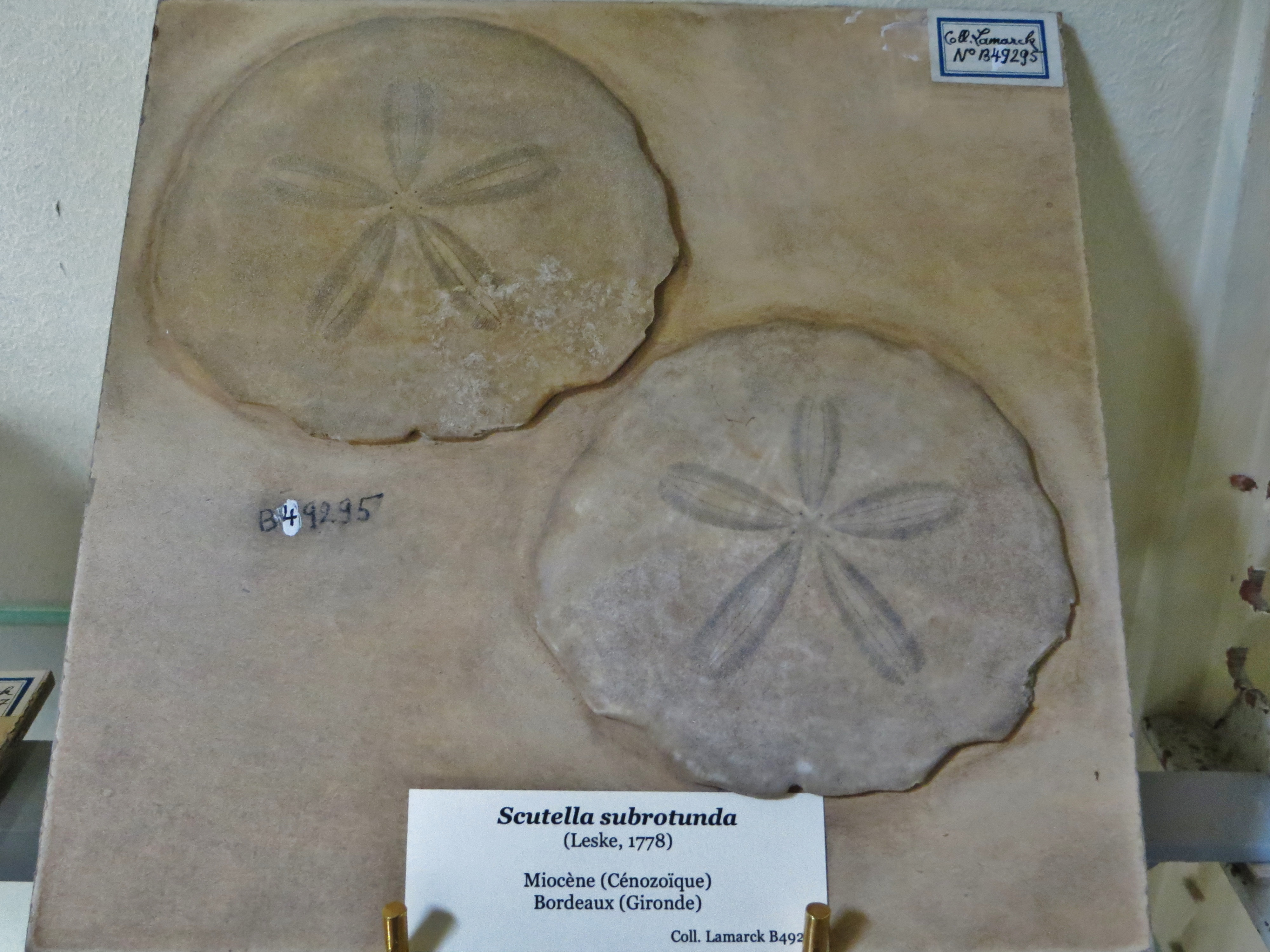
Fósseis de Scutella subrotunda (Mioceno de Gironde, colecção do MNHN).
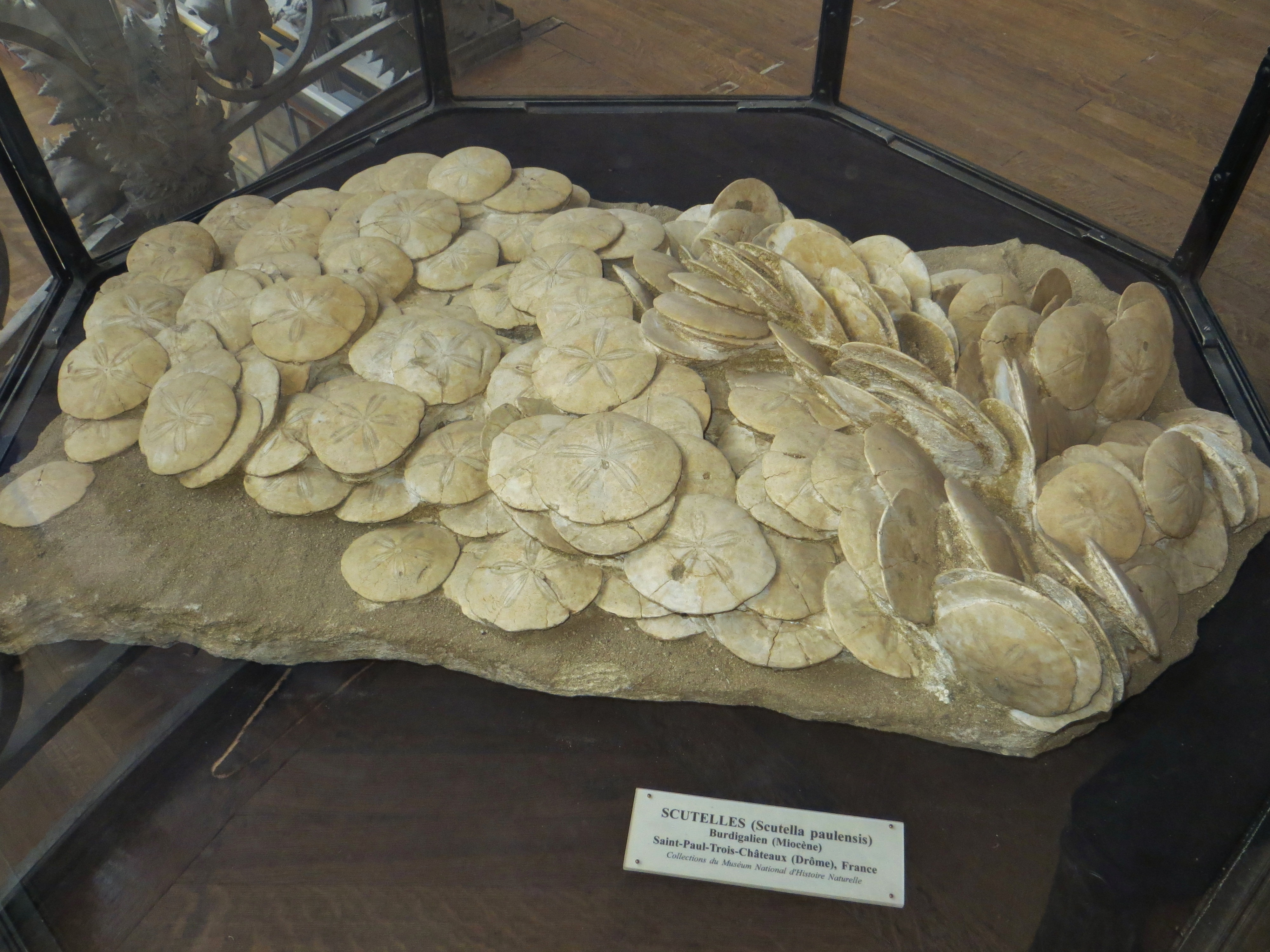
Acumulação natural de fósseis de Scutella paulensis (Mioceno, MNHN).